# Phoxinus
Genre
Phoxinus est un genre de poissons de la famille des cyprinidés.

## Liste des espèces
Selon FishBase (20 novembre 2016) :
- Phoxinus apollonicus Bianco & De Bonis, 2015
- Phoxinus bigerri Kottelat, 2007
- Phoxinus brachyurus Berg, 1912
- Phoxinus colchicus Berg, 1910
- Phoxinus grumi Berg, 1907
- Phoxinus issykkulensis Berg, 1912
- Phoxinus jouyi (Jordan & Snyder, 1901)
- Phoxinus karsticus Bianco & De Bonis, 2015
- Phoxinus ketmaieri Bianco & De Bonis, 2015
- Phoxinus keumkang (Chyung, 1977)
- Phoxinus kumgangensis Kim, 1980
- Phoxinus likai Bianco & De Bonis, 2015
- Phoxinus oxyrhynchus (Mori, 1930)
- Phoxinus phoxinus (Linnaeus, 1758) - Vairon
- Phoxinus semotilus (Jordan & Starks, 1905)
- Phoxinus septimaniae Kottelat, 2007
- Phoxinus steindachneri Sauvage, 1883
- Phoxinus strandjae Drensky, 1926
- Phoxinus strymonicus Kottelat, 2007
- Phoxinus tchangi Chen, 1988
- Phoxinus ujmonensis Kaschenko, 1899